# Laneuveville-aux-Bois
Laneuveville-aux-Bois település Franciaországban, Meurthe-et-Moselle megyében. Lakosainak száma 301 fő (2022. január 1.). Laneuveville-aux-Bois Crion, Croismare, Emberménil, Hénaménil, Manonviller, Marainviller, Parroy, Thiébauménil és Vého községekkel határos.

## Népesség
A település népességének változása:
| Lakosok száma | 320  | 294  | 318  | 319  | 310  | 314  | 319  | 309  | 304  | 301  |
|               | 1968 | 1982 | 1990 | 2006 | 2013 | 2015 | 2017 | 2019 | 2020 | 2022 |